# Sthen Jacobsen
Sthen Jacobsen, född 1642 i Kågeröds socken i Skåne, död där 2 maj 1696, var en skånsk präst och krönikeförfattare. Han skrev omkring 1680 Den Nordiske Kriigs Krønicke på danska, ett verk som blev Skånes sista bidrag till den danska litteraturen.
Sthen Jacobsen var son till kyrkoherden Jacob Nielsen. Han studerade först vid Sorø Akademi och därefter från 1657 vid Köpenhamns universitet. Han tillhörde de studenter som under Karl X Gustavs andra danska krig enrollerade sig på dansk sida för att delta i befästningsarbetet på Köpenhamns vallar och var med i försvaret under svenskarnas misslyckade stormning i februari 1659. Efter att ha återvänt till Skåne, som nu lydde under Sverige, prästvigdes Sthen Jacobsen 1663 och blev 1664 kyrkoherde i Kågeröds och Stenestads socknar, en tjänst hans far tidigare innehaft.
Under sitt liv hade Sthen Jacobsen ingen möjlighet att få sitt manuskript utgivet i Danmark, eftersom han var präst i Skånet, och inte heller i Sverige, där han sannolikt hade blivit avsatt som präst om han hade försökt. Därför gömde han manuskriptet. Det hamnade så småningom i Uppsala Universitetsbibliotek, där det återfanns i slutet på 1800-talet av Martin Weibull, som lät trycka det. Den Nordiske Kriigs Krønicke utkom därför inte förrän 1897. 
Boken ger en objektiv granskning av Skånska kriget och är full av kritiska kommentarer riktade både mot den danska och den svenska sidan. Troligen var Knud Thott, vars själasörjare Sthen Jacobsen var källa till många av uppgifterna.
Weibull avslutade sitt förord till boken med: "Och så blev den liggande, till dess efter två århundradens hvila, just på sjelfva hans dödsår, hans bok begynte tryckas för att, sänd öfver Öresund, blifva en vänlig skänk till Danmark från det gamla Skåneland."